# Acide 4-hydroxyphénylpyruvique
Pour les articles homonymes, voir HPP.
L’acide 4-hydroxyphénylpyruvique, ou acide para-hydroxyphénylpyruvique (p-HPP), est un intermédiaire du métabolisme de la phénylalanine, au cours duquel il est formé par la (R)-4-hydroxyphényllactate déshydrogénase (EC 1.1.1.222). Il est également converti en acide homogentisique par l'acide 4-hydroxyphénylpyruvique dioxygénase dans le métabolisme de la tyrosine. 